# Molslaboratoriet
Molslaboratoriet, som gården Nedre Strandkær også kaldes, er et retreat, feltlaboratorium og kursuscenter, som ligger midt i Nationalpark Mols Bjerge, på den sydlige del af Djursland.
Molslaboratoriets faciliteter stilles til rådighed for forskere og studerende fra både ind- og udland. Desuden udlejes stedet til eksempelvis konfirmationer, fødselsdage og sammenkomster i øvrigt.
Molslaboratoriet tilhører Naturhistorisk Museum, Århus.

## Området
Molslaboratoriets areal, der er en del af er en del af habitatområde H186, dækker 150 ha og rummer en lang række meget værdifulde naturtyper såsom hede, overdrev, eng og urørt løvskov. Området rummer en høj biodiversitet, der inkluderer en lang række sjældne planter og smådyr.
Dele af området afgræsses af Galloway-kvæg og Exmoor-ponyer, som siden 2016 har gået ude på arealerne året rundt uden tilskudsfodring (sultende eller syge dyr fjernes dog). Det sker i et forsøg på at skabe en mere vild, selvregulerende natur, en proces der også er kendt som rewilding. Det er samtidigt et opgør med tidligere tiders mere traditionelle naturpleje, som i vidt omfang stadig praktiseres på Naturstyrelsens tilstødende arealer i Mols Bjerge.

## Forskning
På arealerne er der siden 1941 udført omfattende og betydelig økologisk forskning, bl.a. inden for jordbrugsøkologi og landskabspleje.
Omkring 40 % af de højere plantearter, som forekommer i Danmark, er fundet på Molslaboratoriets areal, men en del er forsvundet, og nogle få er kommet til siden de første registreringer i 1940’erne.

## Historie
De ældste dele af Nedre Strandkær kan formentlig dateres til omkring 1730. Oprindelsen til Molslaboratoriet går tilbage til 1941. Dette år fik Naturhistorisk Museum i Aarhus overdraget retten til at benytte Nedre Strandkjærgårds jorder til naturhistorisk forskning af ejeren Ellen Dahl, født Dinesen og søster til Karen Blixen. Det skete som led i Strandkærfredningen, som var en af de første områdefredninger i Mols Bjerge.
I 1951 blev jordene, den firlængede gård og et husmandssted doneret til museet.